# Dioscorea deltoidea
Dioscorea deltoidea är en enhjärtbladig växtart som beskrevs av Nathaniel Wallich och August Heinrich Rudolf Grisebach. Dioscorea deltoidea ingår i släktet Dioscorea och familjen Dioscoreaceae. Inga underarter finns listade i Catalogue of Life.